# Lars Demian
Lars Anders Mikael Demian Bengtsson (Halmstad, 9 aprile 1957) è un cantante svedese.

## Biografia
Lycka till... (1991), riconosciuto con un premio Grammis, è stato susseguito da Favoriter i dur & moll (1992), terzo album in studio; è stato il suo primo LP a entrare la Sverigetopplistan, facendo l'ingresso al 42º posto. Ha ottenuto risultati migliori con i dischi successivi Man får vara glad att man inte är död (1994) ed Elvis & Jesus & Jag (1997), classificatisi rispettivamente al 22º e 41º posto della classifica svedese.
Sjung hej allihopa (2002) si è fermato alla 14ª posizione della graduatoria nazionale, mentre Välkommen hit (2007) ha conquistato l'11º posto.

## Discografia

### Album in studio
- 1990 – Pank
- 1991 – Lycka till...
- 1992 – Favoriter i dur & moll
- 1994 – Man får vara glad att man inte är död
- 1997 – Elvis & Jesus & Jag
- 2002 – Sjung hej allihopa
- 2007 – Välkommen hit
- 2012 – Svenne tills du dör

### EP
- 2009 – Att inte vara pär gezzle

### Raccolte
- 2004 – Ännu mera jag - Lars Demians Bästa
- 2009 – 3 Original Album Classics

### Singoli
- 1989 – Änglatango
- 1990 – Isabell
- 1990 – Jul hos frälsningsarmén
- 1994 – Man får vara glad att man inte är död
- 1994 – Den tragiska historien om tomten, näcken och den svarta madam
- 1997 – Om ingenting
- 1997 – En förlorad vän
- 1997 – Så kan det gå